# Dolichian z Jerozolimy
Dolichian z Jerozolimy – dwudziesty dziewiąty biskup Jerozolimy; sprawował urząd do 185 r.